# Niemijärvi (sjö i Ruovesi, Birkaland)
Niemijärvi är en sjö i kommunen Ruovesi i landskapet Birkaland i Finland. Arean är 35 hektar och strandlinjen är 4,69 kilometer lång. Sjön  ingår i Kumo älvs huvudavrinningsområde.   Den ligger omkring 60 kilometer norr om Tammerfors och omkring 220 kilometer norr om Helsingfors. 